# South Godstone
South Godstone är en by i Surrey i England. Byn är belägen 36,4 km 
från Guildford. Orten har 1 455 invånare (2015).